# Їтка Схенфельдова
Їтка Схенфельдова (чеськ. Jitka Schönfeldová; нар. 9 серпня 1980) — колишня чеська тенісистка.
Найвищу одиночну позицію світового рейтингу — 469 місце досягла 12 червня 2000, парну — 475 місце — 14 липня 1997 року.

## Фінали ITF
| турніри $25,000 |
| турніри $10,000 |

### Одиночний розряд (2–1)
| Результат | Ранг | Дата           | Турнір                     | Покриття | Суперниця       | Рахунок       |
| --------- | ---- | -------------- | -------------------------- | -------- | --------------- | ------------- |
| Перемога  | 1.   | 10 серпня 1997 | Падерборн, Німеччина       | Ґрунт    | Яна Мацурова    | 6–1, 7–6      |
| Поразка   | 2.   | 1 серпня 1999  | Горб-ам-Неккар, Німеччина  | Ґрунт    | Яна Главачкова  | 4–6, 7–6, 1–6 |
| Перемога  | 3.   | 4 червня 2000  | Докси (Чеська Липа), Чехія | Ґрунт    | Рената Ворачова | 6–4, 7–6(8)   |

### Парний розряд (0–1)
| Результат | Ранг | Дата           | Турнір           | Покриття | Партнерка         | Суперниці                     | Рахунок          |
| --------- | ---- | -------------- | ---------------- | -------- | ----------------- | ----------------------------- | ---------------- |
| Поразка   | 1.   | 12 серпня 1996 | Ломар, Німеччина | Ґрунт    | Міхаела Паштікова | Яна Поспішилова Алена Вашкова | 7–6(1), 3–6, 3–6 |